# Platysquilla
Platysquilla is een geslacht van kreeftachtigen uit de klasse van de Malacostraca (hogere kreeftachtigen).

## Soort
- Platysquilla eusebia (Risso, 1816)